# Нісіпуріле
Нісіпуріле (рум. Nisipurile) — село у повіті Димбовіца в Румунії. Входить до складу комуни Улмі.
Село розташоване на відстані 68 км на північний захід від Бухареста, 6 км на схід від Тирговіште, 82 км на південь від Брашова.

## Населення
За даними перепису населення 2002 року у селі проживали 96 осіб, усі — румуни. Усі жителі села рідною мовою назвали румунську.